# サンタンヌ・ド・ボープレ大聖堂
サンタンヌ・ド・ボープレ大聖堂（サンタンヌ・ド・ボープレだいせいどう、仏: Basilique Sainte-Anne-de-Beaupré, 英: Basilica of Sainte-Anne-de-Beaupré）は、カナダのケベック州サンタンヌ＝ド＝ボープレにあるカトリックの聖堂である。病人や、障害のある人々が奇跡によって治癒された逸話があり、これによって、巡礼の聖地としての名を高らしめている。

## 歴史
1658年3月8日に、エティエンヌ・ド・レサールと名乗る人物が、自分の土地の一部を寄進して、その地に礼拝堂が建築された。建築の理由は、ボープレの開拓者たちのための礼拝の場が必要であったこと、そして奇跡の聖アンナの像を納める場所が必要であったことである。
この時に、木造の聖堂が建てられたが、その建築工事に関する逸話がある。1658年3月13日、カナダに派遣された伝道者ヴィニャルが、聖アンナにささげる聖堂の起工を祝福したところ、その当日に奇跡が起こった。オルレアン島のサント・ファミーユ教会の司祭であったトマ・モレルの記録によると、脊柱側湾症（リューマチであったともいわれる）で松葉杖なしでは歩けなかったルイ・ギモンという人物が、この聖堂建設に参加したところ、歩行できるようになった。他にも奇跡により回復した人々の証言がもとで、この聖堂はたちまち有名になり、多くの巡礼者が治癒を受けにここを訪れるようになった。また、ルイ13世妃のアンヌ・ドートリッシュも、この聖堂への支援を行った。
巡礼の間で聖地としての人気が高まり、訪れた人々をすべて収容するため、何度か聖堂が拡張された。初代の聖堂は、セントローレンス川岸にあったため浸水し、1661年に2代目の聖堂が建てられた。この2代目聖堂も、厳しいカナダの気候のため、長くは持たなかった。3代目は石造りで、2代目よりも規模が大きく、気候の厳しさにも耐えたが、老朽化により取り壊された。

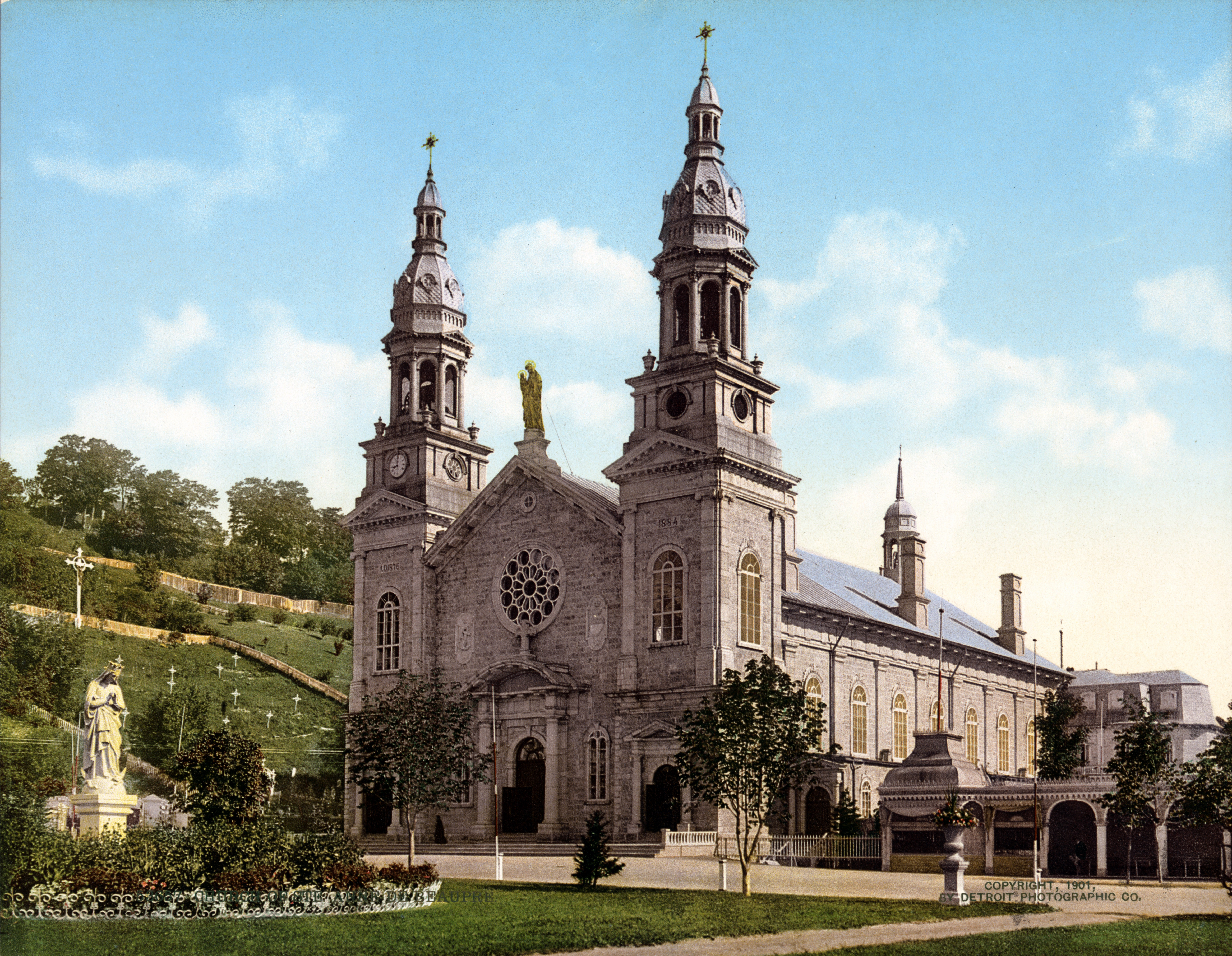
4代目の大聖堂

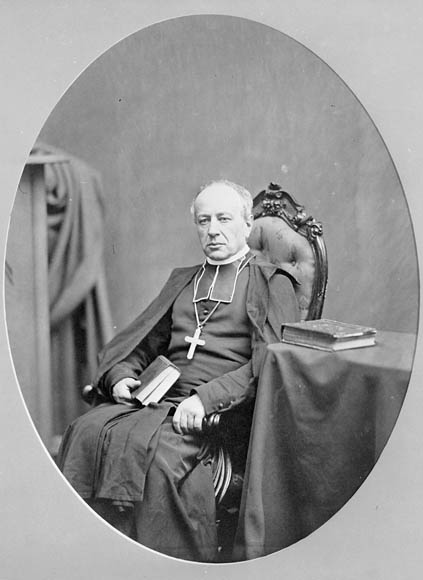
タシュロー大司教

1872年、3代目の聖堂の南側で、4代目の聖堂の建築工事が始まり、1876年に完成した。同じ年、聖アンナをケベックの守護聖人とする宣言がなされ、その2年後の1878年、4代目の聖堂が正式に献堂された。4代目の聖堂の時代になると、元からいた司祭だけでは手が回らなくなり、サンタンヌ＝ド＝ボープレの教区と、巡礼関連の業務に関しては、ケベック大司教エルゼアール＝アレクサンドル・タシュローを通して、1878年からはアメリカ・ボルティモアの、次いでベルギーのレデンプトール会に委任された。この直後に鉄道が開通したため、巡礼数はさらに増えた。加えて、カナダの聖職者たちの熱意、そして毎月の会報『アナルス・デ・ラ・ボンヌ・サンタンヌ』の発行もあって、20世紀の始めには、巡礼の数は飛躍的に増加した。
1886年、教皇レオ13世により、1874年に認可のケベック司教座聖堂に続く北アメリカで二つ目の小バシリカに認可されたが、この大聖堂は1922年3月29日に火災により焼失した。この時難を逃れた聖アンナの木像は、今の聖堂の西側正面入り口に据えられている。
1923年6月6日、焼失した4代目の聖堂と同じ場所に、ネオ・ロマネスク様式の聖堂の建設が始まる。この5代目の聖堂が現在のもので、花崗岩が使用されている。この花崗岩はカナダ中のカトリック信者から寄進されたものである。また、祭具や装飾の費用は、巡礼の喜捨によって賄われた。5代目の聖堂の大きさは、以下の通りである。
- 全長：105メートル
- 正面の幅：48メートル
- 翼廊の幅：61メートル
- 尖塔の高さ：91メートル

### 聖堂の移りかわり
- 初代　1658年 - 1661年
- 2代目 1661年 - 1676年
- 3代目 1676年 - 1876年
- 4代目 1876年 - 1922年
- 5代目 1923年 -

## 聖遺物
ボープレに派遣されたケベック司教フランソワ・ド・ラヴァルの依頼により、非常に重要な聖遺物である聖アンナの指の骨が、1670年3月12日の聖人崇敬日に初めて公開された。その後、聖アンナの他の聖遺物が3つ追加され、1892年には、タシュローにより、長さ4インチの聖アンナの手首の骨が奉納された。

### ジョゼフ・エミール・ブリュネの像
カナダの建築家であるジョゼフ＝エミール・ブリュネは、聖堂の24の柱頭を設計している。これは、イエス・キリストの生涯を表す52の主題を描いたもので、ブリュネはまた、壁に掲げられた十字架の道行きの留のうち14場面の作成に携わっている。
ブリュネは他にも、聖堂の正面にある高さ約2メートル30センチの噴水と、同じく2メートル30センチの高さの聖像4体をも手掛けている。その4体の聖像とは「マリー・ド・リンカルナシオン（マリー・ガイヤール）」「聖ヨセフ」「聖母子」「ラヴァルのフランシスコと聖ヨアキム」である。他に、先住民の聖女であるカテリ・テカクウィサの銅像も製作している。

## ギャラリー

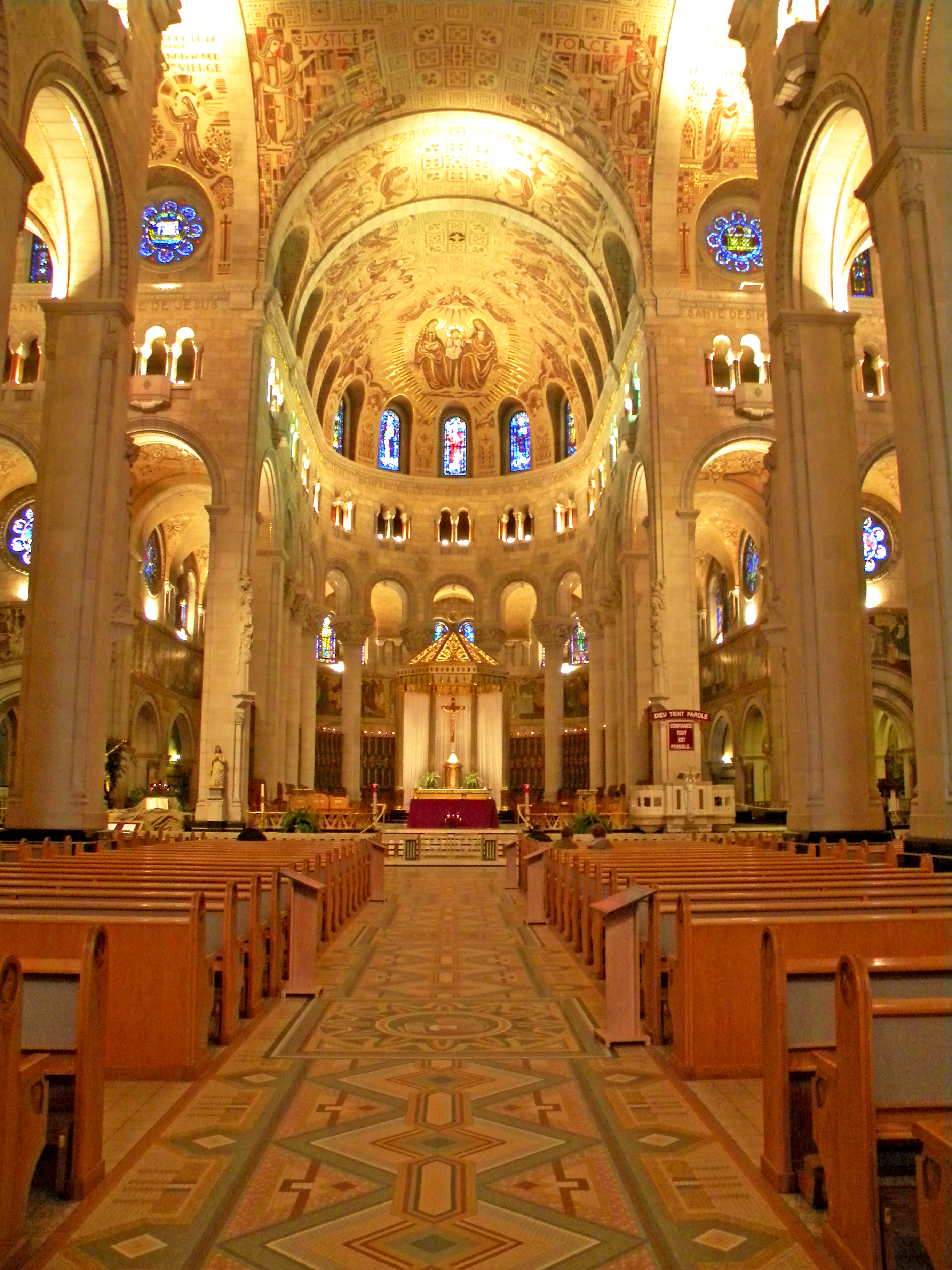
聖堂の内部
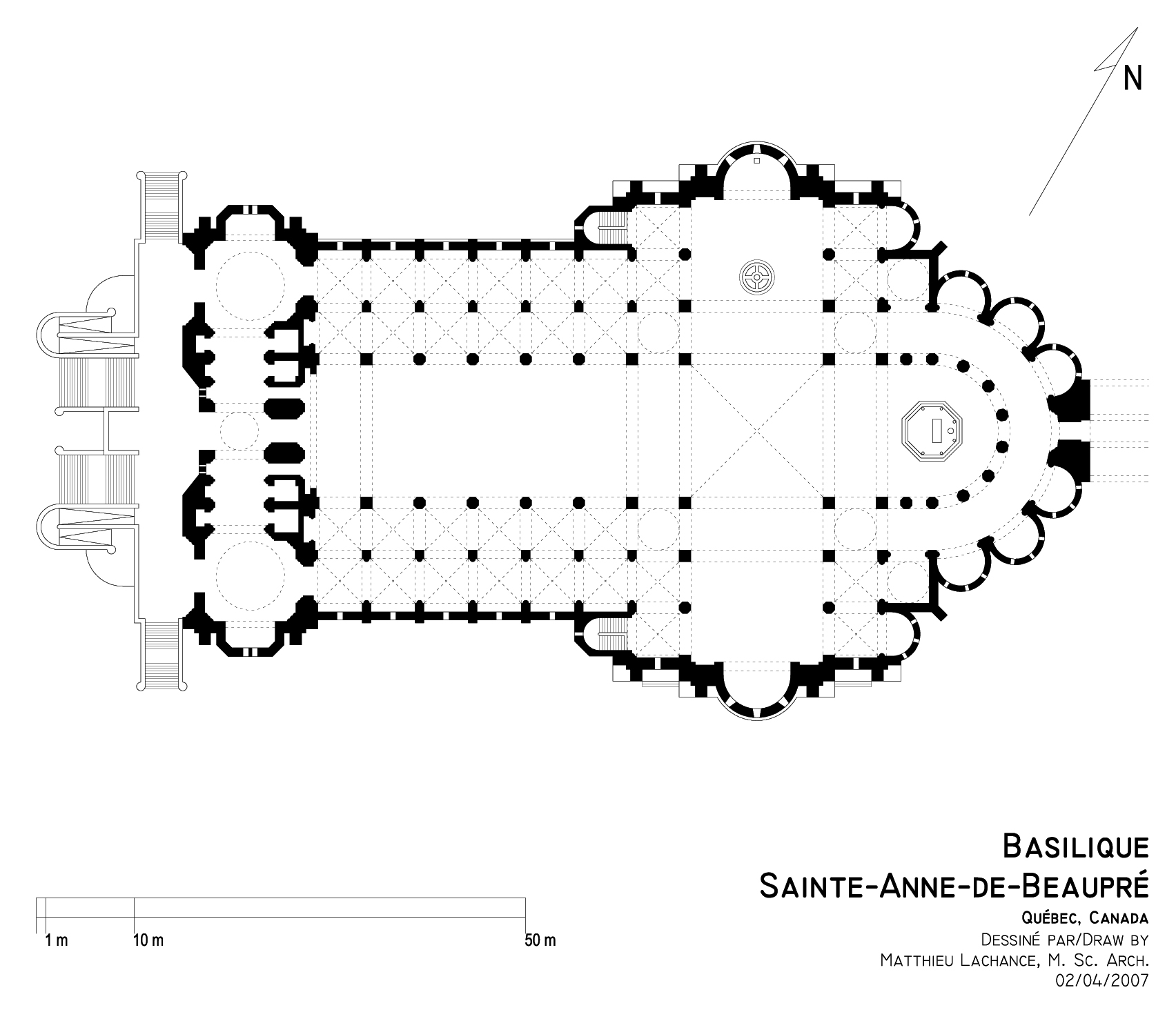
聖堂の平面図
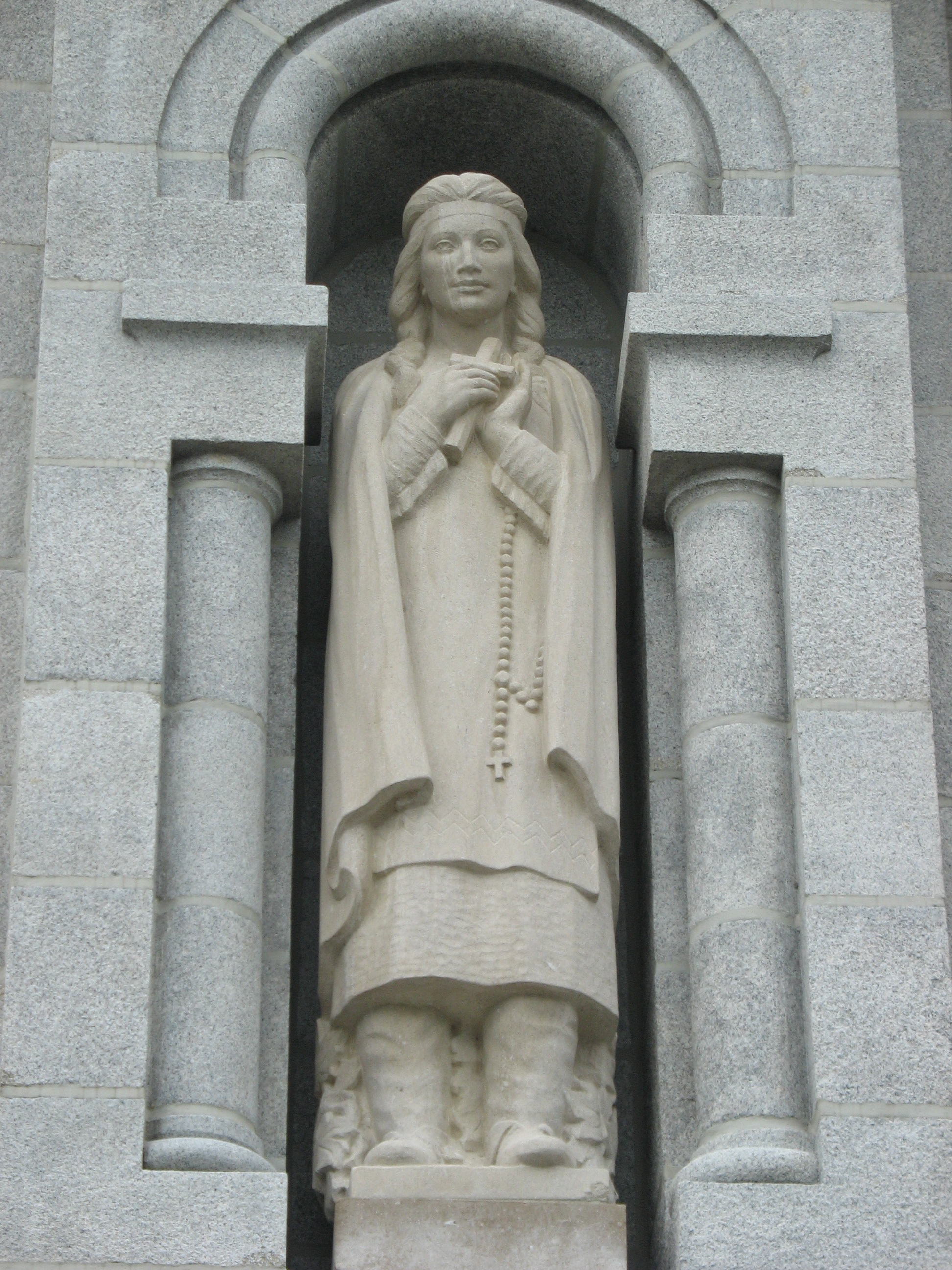
カテリ・テカクウィサの像
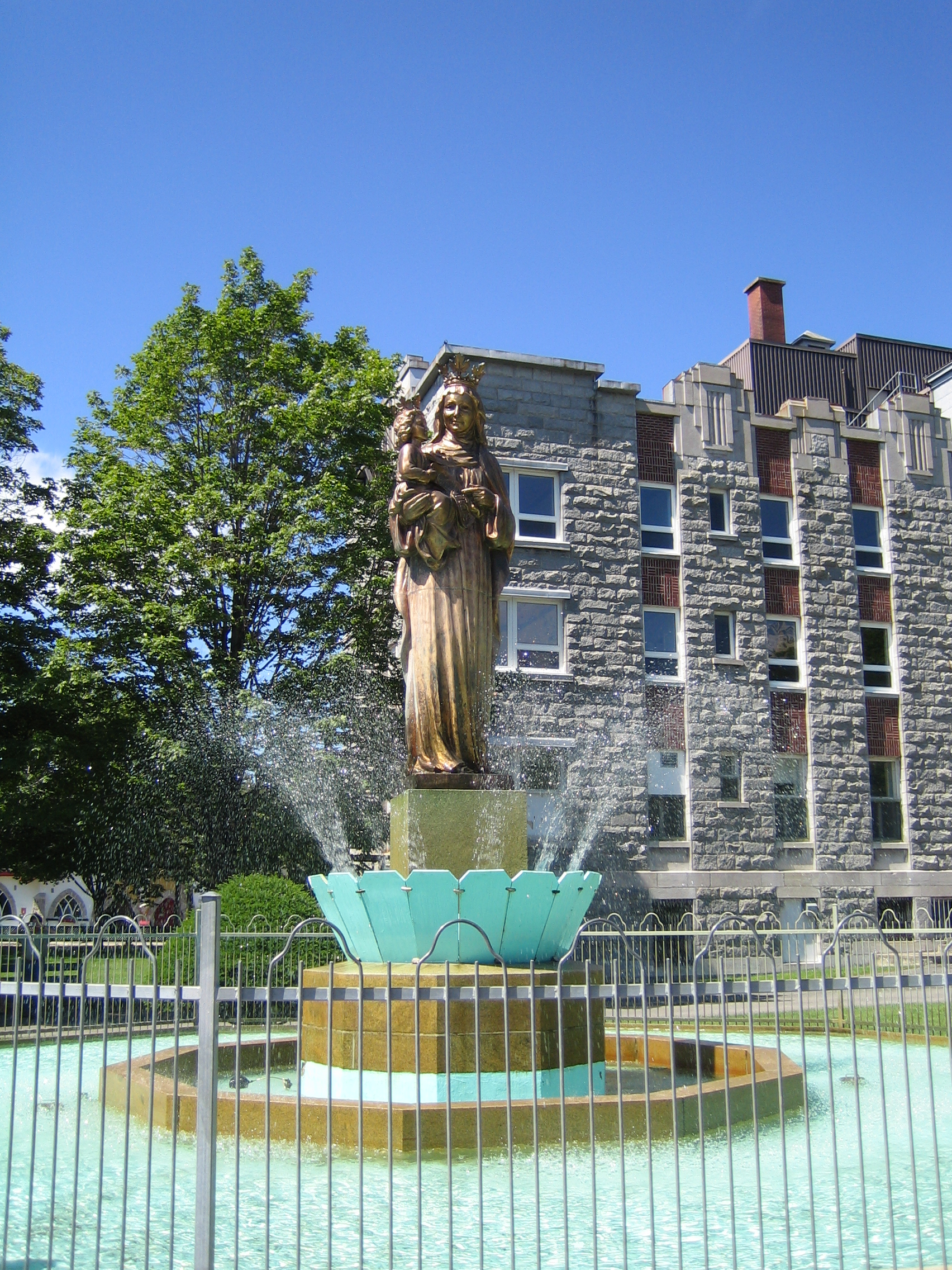
聖母子像の噴水